# آب‌انبار سیقن
آب‌انبار سیقن مربوط به دوره قاجار است و در کاشان، خیابان ملا فتح‌الله، محله سیقن، جنب خانه صالح واقع شده و این اثر در تاریخ ۲۴ اسفند ۱۳۸۳ با شمارهٔ ثبت ۱۱۵۷۱ به‌عنوان یکی از آثار ملی ایران به ثبت رسیده است.